# Siemens MC60
Siemens MC60 — мобильный телефон фирмы Siemens.
Siemens MC60 позиционируется как недорогой молодёжный телефон. Среди его достоинств на отдельном месте располагается встроенная фотокамера. Телефон обладает современным дизайном и столь же актуальным набором функций.
Дополнительные функции типичны для молодёжных телефонов: калькулятор, конвертер валют, будильник, секундомер. Есть запись мелодии звонка через микрофон.
Телефон оборудован сменным корпусом, состоящим из двух половинок, вместе составляющих практически всю внешнюю поверхность аппарата, только нижний задний фрагмент представляет собой часть базового блока. Способ крепления обеих панелей точно такой же, как в других телефонах Siemens.
MC60 оснащен встроенной телефонной книгой на 100 записей, в каждую из которых помещается только один номер. Все записи отображаются в едином списке, при желании можно выводить листинг памяти телефона и карты по отдельности. Предусмотрены 20 ячеек голосового набора.  Записи можно группировать; предусмотрены 8 неудаляемых групп, которые можно переименовывать по собственному усмотрению.
| Общие характеристики                 | Общие характеристики                                                        |
| ------------------------------------ | --------------------------------------------------------------------------- |
| Диапазоны частот                     | GSM 900, GSM 1800, GSM 1900                                                 |
| Тип корпуса                          | классический                                                                |
| Конструкция                          | сменные панели, джойстик                                                    |
| Антенна                              | встроенная                                                                  |
| Вес                                  | 86 г                                                                        |
| Размеры                              | 109 x 46 x 21 мм                                                            |
| Звонки                               |                                                                             |
| Тип мелодий                          | WAV, MID, AMR                                                               |
| Число мелодий                        | 24                                                                          |
| Виброзвонок                          | есть                                                                        |
| Связь                                |                                                                             |
| Интерфейсы                           | COM-порт                                                                    |
| Доступ в интернет                    | WAP, GPRS, HSCSD (53.6 KB/s)                                                |
| Синхронизация с компьютером          | есть                                                                        |
| Сообщения                            |                                                                             |
| Дополнительные функции SMS           | ввод текста со словарём, шаблоны сообщений                                  |
| MMS                                  | есть                                                                        |
| EMS                                  | есть                                                                        |
| Другие функции                       |                                                                             |
| Громкая связь (встроенный динамик)   | есть                                                                        |
| Автодозвон                           | есть                                                                        |
| Звуковая индикация времени разговора | есть                                                                        |
| Экран                                |                                                                             |
| Тип экрана                           | цветной STN экран, 4096 цветов                                              |
| Размер изображения                   | число строк — 4, 101x80 пикс.                                               |
| Индикация                            | стоимости разговора, времени разговора                                      |
| Мультимедийные возможности           |                                                                             |
| Встроенная фотокамера                | 352×288                                                                     |
| Игры                                 | есть                                                                        |
| Java-приложения                      | есть                                                                        |
| Питание                              |                                                                             |
| Тип аккумулятора                     | Li-Ion                                                                      |
| Ёмкость аккумулятора                 | 700 мАч                                                                     |
| Время разговора                      | 5:00 ч:мин                                                                  |
| Время ожидания                       | 250:00 ч:мин                                                                |
| Записная книжка и органайзер         |                                                                             |
| Записная книжка в аппарате           | 100 номеров                                                                 |
| Органайзер                           | будильник, калькулятор, мировое время                                       |
| Дополнительная информация            |                                                                             |
| Комплектация                         | телефон, аккумулятор, сетевое з/у, соединительный кабель RS-232, инструкция |

## Похожие модели
- Siemens A60
- Siemens C60
- Panasonic G50
- Siemens C62
- Nokia 3100
- Motorola C155